# سيسيل براون (كاتب)
سيسيل براون (بالإنجليزية: Cecil Brown)‏ هو كاتب أمريكي، ولد في 3 يوليو 1943 في بولتون في الولايات المتحدة.

## وصلات خارجية
- الموقع الرسمي
- سيسيل براون على موقع IMDb (الإنجليزية)
- سيسيل براون على موقع أول موفي (الإنجليزية)
- سيسيل براون على موقع قاعدة بيانات الفيلم (الإنجليزية)